# Kambodzsában történt légi közlekedési balesetek listája
A Kambodzsában történt légi közlekedési balesetek listája mind a halálos áldozattal járó, mind pedig a kisebb balesetek, meghibásodások miatt történt, gyakran csak az adott légiforgalmi járművet érintő baleseteket is tartalmazza évenkénti bontásban.

## Kambodzsában történt légi közlekedési balesetek

### 1997
- 1997. szeptember 3., Phnompen. A Vietnam Airlines légitársaság 815-ös járata, egy Tupolev Tu–134B-3 típusú utasszállító repülőgép leszállás közben földnek csapódott. A fedélzeten utazó 66 fő közül 65 fő életét vesztette a tragédiában. A gépen 6 fős személyzet és 60 utas tartózkodott. A vizsgálatok pilótahibát állapítottak meg.[1]

### 2007
- 2007. június 25., Bukor-hegy, Kampot tartomány. Lezuhant egy An–24 típusú utasszállító repülőgép. A balesetben a fedélzeten tartózkodók közül mindenki, összesen 21 utas és a pilóta vesztette életét. A baleset idején rossz időjárási körülmények uralkodtak.[2]